# Emre Aydın
Pour les articles homonymes, voir Aydın (homonymie).
Emre Aydın (né le 2 février 1981) est un chanteur, compositeur de rock turc. Il remporte un MTV Europe Music Awards 2008 dans la catégorie “Meilleur artiste européen”. Il est aussi le leader de l’ancien groupe de rock 6. Cadde.

## Biographie
Emre Aydın est né à Isparta le 2 février 1981. Il est le premier enfant de Şaban et Nermin Aydın, ses parents, tous deux pharmaciens. Son plus jeune frère s’appelle Yiğit. Durant son enfance, sa famille part s’installer à Antalya. Emre commence à jouer du saz très tôt mais opte finalement pour la guitare. Il fait sa scolarité à Antalya puis part à Izmir pour étudier l’économie à l'université du 9-Septembre, selon les souhaits de ses parents. Lors d’un interview en 2009, Emre admit qu’il n’est jamais entré au conservatoire car il ne souhaitait pas que son expérience musicale se résume à des cours et des examens, ce qui lui aurait fait perdre son intérêt pour la musique.

## Carrière

### Le concours Sing Your Song
En 2002, alors qu’il est à l'université du 9-Septembre, Emre découvre une annonce pour une compétition de musique, Sing Your Song, organisé par la chaine de télévision Show TV. Avec son ami, Onur Ela, il décide de présenter la chanson qu’il a écrite, Dönersen, et remporte le concours devant plus de 1500 autres participants. La chanson fut sélectionnée pour faire partie d’une compilation Universal Music Turquie qui propose un contrat à son groupe 6. Cadde.

### 6. Cadde
6. Cadde fut créé à Izmir en 1999 (d’abord sous le nom de EQ), par Emre Aydın et quelques-uns de ses camarades d’université. Ils publièrent deux démos de, Rüyamdaki Aptal Kadın et Tesadüfen sur internet.
Le concours Sing Your Song leur permit d’enregistrer un album professionnel, produit par Haluk Kurosman et publié par Universal Music Turquie en 2003. Peu après la sortie publique de l’album, Universal Music ferme sa branche en Turquie. Onur Ela décide de quitter le groupe et Emre se lance dans une carrière en solo.

### Carrière solo
Après la séparation de 6. Cadde, Emre retourne à Izmir où il traverse une phase difficile de sa vie. Il rencontre des difficultés à l’université et d’autres problèmes personnels qui l’ont poussé à écrire son premier album solo, "Afili Yalnızlık" édité par Sony BMG en 2006, et produit par Haluk Kurosman (qui avait produit 6. Cadde) et Hadi Elazzi (propriétaire de la société de production GRGDN). L’album fut développé dans les studios de GRGDN à Ulus, un quartier d’Istanbul. Emre fut assisté par des musiciens de renom, tels que Cem Bahtiyar, le bassiste de maNga, İllker Baliç, batteur de Gripin, Tuğrul Akyüz, guitariste de Vega et Kurosman lui-même contribua en qualité de musicien. Son premier clip vidéo fut réalisé pour "Afili Yalnızlık" par le réalisateur Yon Thomas, qui avait déjà travaillé entre autres sur les clips de Norah Jones et de Slipknot. Le script du clip fut écrit par Thomas, qui exclut le chanteur du tournage au profit d’une femme narcissique interprétée par l’actrice turque Şebnem Dönmez. L’histoire développée dans cette vidéo continue dans les deux clips suivants Kim Dokunduysa Sana et Git, le dernier dirigé par Yon Thomas. Trois autres vidéos furent tournées pour Belki Bir Gün Özlersin, Bu Kez Anladım et Dayan Yalnızlığım.
Les albums d’Emre rencontrèrent rapidement le succès en Turquie, ayant remporté plusieurs récompenses, dont celles de la “Meilleure chanson”, “Meilleure vidéo” et “Meilleur révélation musicale” attribuées par le magazine Blue Jean et le producteur, Haluk Kurosman, fut nommé « Meilleur producteur ». Emre a aussi remporté la prestigieuse récompense des Powertürk Music Award comme “Meilleure révélation de l’année 2007” et un an plus tard, « la Meilleure chanson » et le « Meilleur duo ». L’album reçut de très bonnes critiques. Selon le journaliste Burhan Ayeri, « La prestation de Emre Aydın à 2 Renk (un programme télévisé en Turquie) était extraordinaire. Avec un bon manager, il va balayer Tarkan. Comme le dit Özcan Deniz. C’est la première fois que l’on voit tous les titres d’un album devenir des hits ».

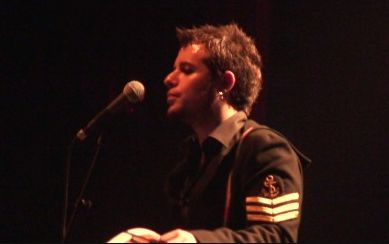
Emre Aydın en Allemagne en 2008

Le chanteur fait partie des artistes turc faisant le plus de tournées. En 2007, il a donné 130 concerts. Emre a aussi effectué sa première tournée européenne en 2008, ayant joué à Bochum, Cologne et Rotterdam et s’est produit à la Carling Academy de Londres le 11 mai 2008.
Le 6 novembre 2008, il remporte un MTV Europe Music Award dans la catégorie « Meilleur artiste européen ».
La popularité du chanteur est démontrée par le nombre de membres enregistré sur le forum de son site internet, avec 79,000 membres en octobre 2007 et plus de 150,000 en octobre 2009.
En avril 2010, Emre Aydın sort son quatrième album Kagit Evler, produit par Mats Valentin et enregistré dans les studios M. Radar Music (studios dans lequel enregistrent des artistes comme Eagle Eye Cherry, Kelly Clarkson ou Santana) en Suède.

## Discographie
- 2003 - 6. Cadde (avec 6. Cadde)
- 2006 - Afili Yalnızlık
- 2010 - Kağıt Evler